# Lennart Ivarsson
Lennart Ivarsson, född 27 oktober 1941 i Lycksele. Fagottist i Kungliga Filharmoniska Orkestern i Stockholm sedan 1970.  Medlem av Filharmonikernas Kammarkvintett. Ivarsson har deltagit som jurymedlem i den Internationella Fagottkvartettävlingen i Berlin 1996 och 1998. Studierna vid Kungliga Musikhögskolan i Stockholm för Per Wilhelm Rahm och Bruno Lavér ledde till musiklärarexamen 1969, fagottpedagogisk examen 1970. Har erhållit Musikhögskolans belöningsjeton och Stora blåsarstipendiet.